# Folopa
Le folopa est une langue teberane parlée en Papouasie-Nouvelle-Guinée.